# Glauconycteris gleni
Glauconycteris gleni es una especie de murciélago de la familia Vespertilionidae.

## Distribución geográfica
Se encuentra en Camerún y en  Uganda.